# St-Gervais-et-St-Protais (Avranches)

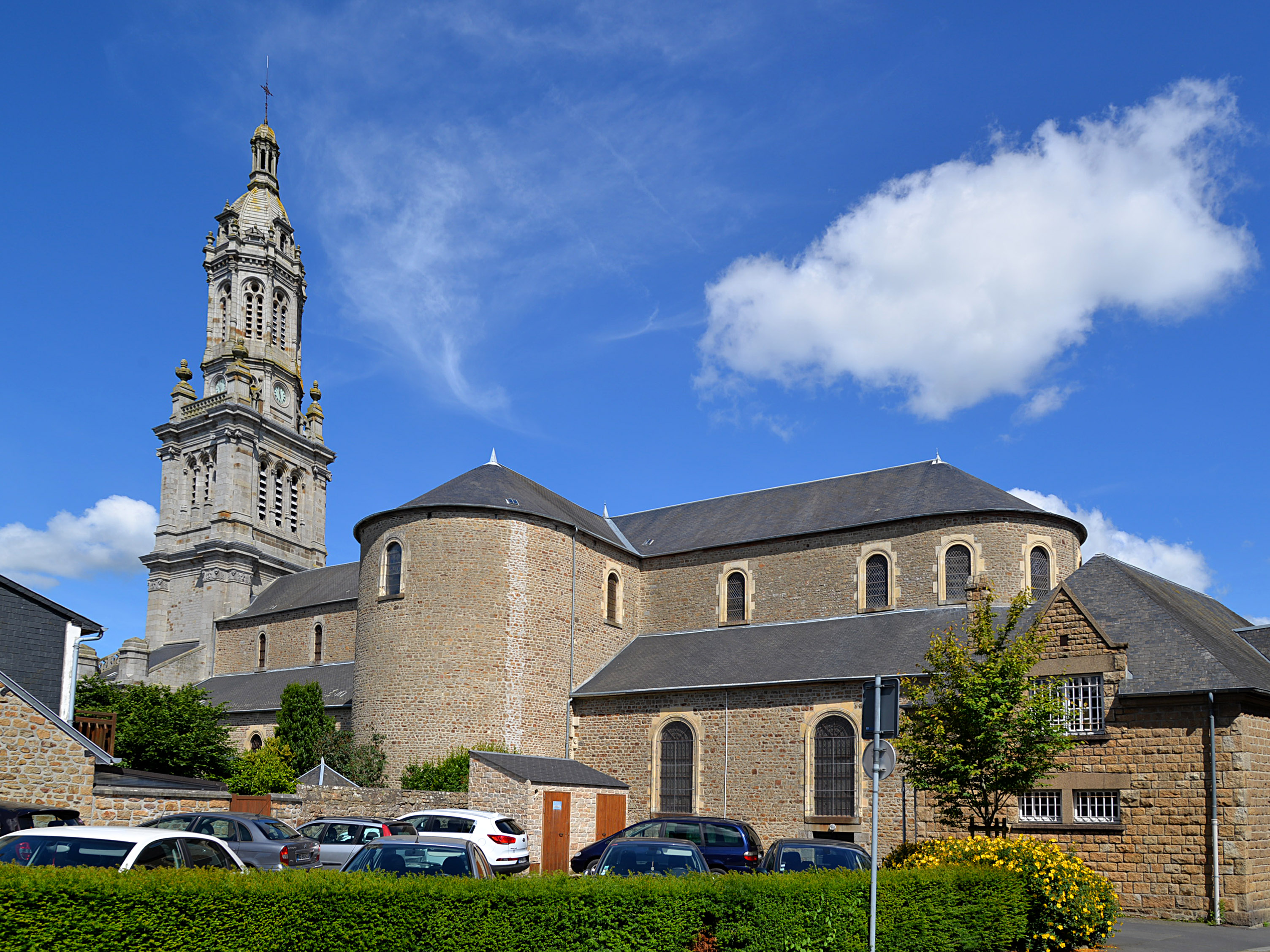
Saint-Gervais-et-Saint-Protais

Die Basilika St-Gervais-et-St-Protais ist eine römisch-katholische Kirche in Avranches, Département Manche in der Normandie, Frankreich. Die nach Gervasius und Protasius benannte Pfarrkirche gehört als Teil der Pfarre Saint-Aubert zum Bistum Coutances, sie hat den Rang einer Basilica minor und ist als Monument historique denkmalgeschützt. Das klassizistische Kirchengebäude mit dem Turm im Stil der Neorenaissance wurde im 19. Jahrhundert in zwei Abschnitten anstelle einer Kirche aus dem 17. Jahrhundert errichtet.
Nach dem Einsturz der Kathedrale Saint-André des damaligen Bistums Avranches im April 1794 bewahrt die Basilika als Kirchenschatz unter anderem das Haupt des heiligen Aubert, ein früher Bischof von Avranches auf, der den Mont-Saint-Michel im 8. Jahrhundert gründete.

## Geschichte

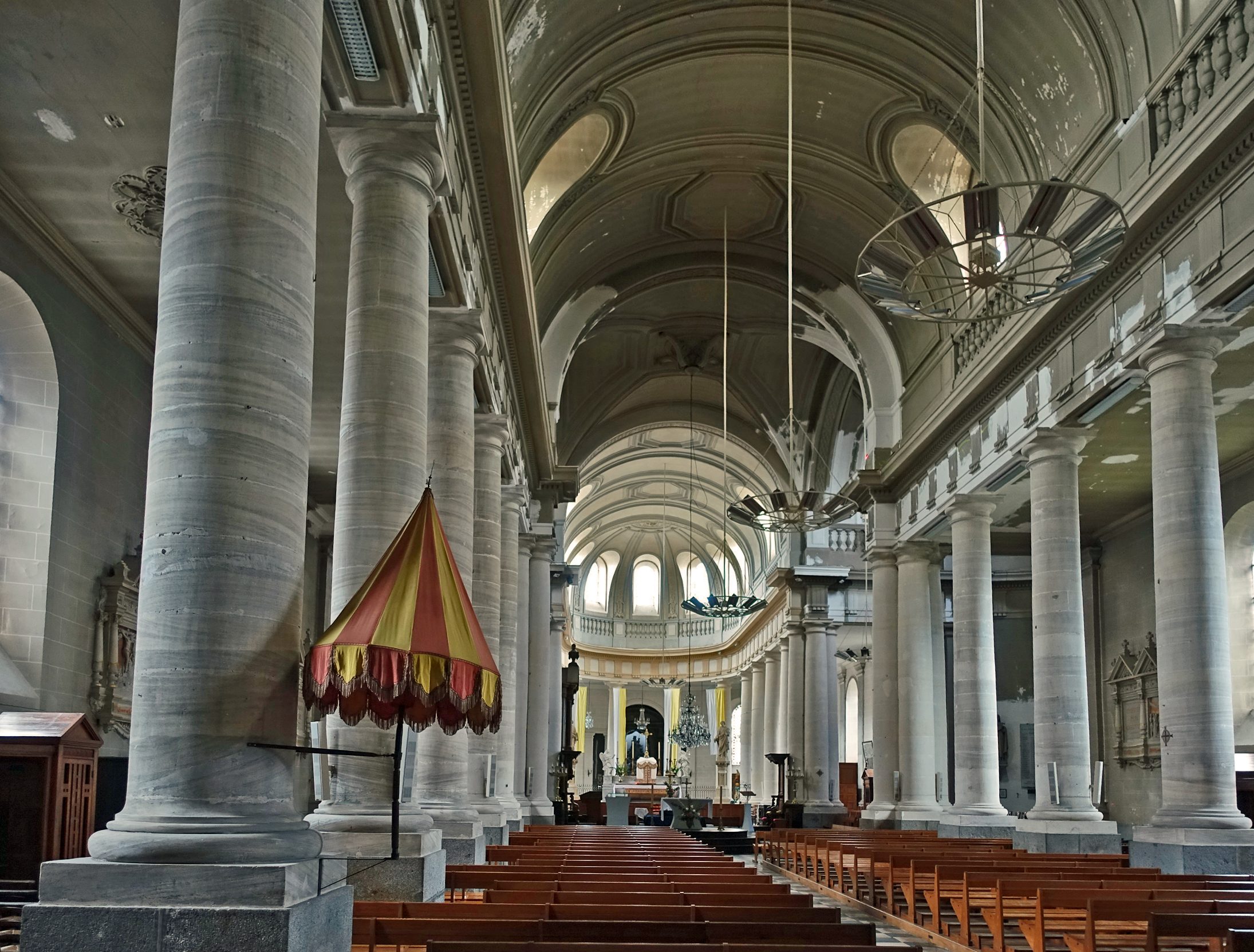
Innenraum

Die alte Kirche Saint-Gervais stammte aus der Mitte des 17. Jahrhunderts. Während der französischen Revolution gingen große Teile der Reliquienschreine und liturgischen Gefäße verloren und wurden zu Beginn des 19. Jahrhunderts neu geschaffen. In den Jahren 1825–1834 befanden sich die Dächer und der Glockenturm jedoch in einem schlechten Zustand und es wurden dringend notwendige Reparaturen durchgeführt. Diese Arbeiten reichten jedoch nicht aus und 1843 konnte dank der lokalen Spenderin de la Champagne auf dem gleichen Grundriss mit dem Wiederaufbau begonnen werden, der von Théophile Cheftel, dem Architekten der Stadt, geleitet wurde. Zwischen 1843 und 1852 wurden die Mauern des Kirchenschiffs, des Chors und der Querschiffe wieder aufgebaut, wobei die Kirche nach Osten hin erweitert wurde. Diese langwierigen und kostspieligen Arbeiten führten zu erheblichen Verzögerungen bei der Innenausstattung der Kirche. Es wurden zahlreiche Einsparungen vorgenommen, die zu einer starken Vereinfachung der Architektur führten.
1886 übermittelte die Präfektur dem Ministerium für öffentliche Bildung und Glaubensgemeinschaften einen Antrag auf den Bau eines Turms und die Fertigstellung der Kirche. Der Antrag wurde vom Ministerium aufgrund der Höhe der Baukosten und der architektonischen Schwächen des Projekts achtmal abgelehnt. Schließlich war der Antrag nach zahlreichen Änderungen erfolgreich und der alte Glockenturm aus dem 17. Jahrhundert (der neben der wiederaufgebauten Kirche stand) wurde Ende 1891 abgerissen, die Bauarbeiten nach Plänen von Jules Cheftel, Sohn des Kirchenarchitekten, begannen dann 1892 und wurden 1898 abgeschlossen. Am 9. Mai 1899 konnten die Glocken durch Bischof Joseph Guérard geweiht werden. Inzwischen erhob Papst Leo XIII. die Kirche 1894 in den Rang einer Basilica minor. Im Jahr 1905 wurde die Kirche bei der Trennung von Kirche und Staat verstaatlicht. Das Gebäude wurde per Erlass vom 16. Februar 2006 in die Liste der historischen Denkmäler aufgenommen.

## Beschreibung
Die dreischiffige Basilika wurde auf dem Grundriss eines lateinischen Kreuzes im Stil des Klassizismus erbaut. Das Mittelschiff mit zwei Seitenschiffen wird von einer toskanischen Kolonnade mit Architrav, Triglyphenfries und starkem Gesims gegliedert. Das Mittelschiff und das Querschiff sind mit Tonnengewölben mit Kassetten bedeckt, in die die oberen Fenster als Stichkappen eingeschnitten sind, die Seitenschiffe sind ausgehend vom Architrav mit Flachdecken ausgeführt. Das Querhaus ist beidseitig mit runden Apsiden abgeschlossen, in denen jeweils Seitenaltäre stehen. Der Chor setzt die schlichte Gestaltung des Kirchenschiffs fort: Sein Halbkreis ist von einem Umgang umgeben, an den sich nur eine Apsiskapelle anschließt. Der Innenraum der Basilika zeichnet sich also durch eine gewisse Strenge und Monochromie aus, die durch den schwarz-weißen Marmorboden und die klassizistischen Mobiliar kaum beeinträchtigt wird.
Die abschließend erstellte Westseite im Stil der Neorenaissance öffnet sich mit drei Portalen und besitzt einen vieretagigen, 74 m hohen Turm. Er endet mit einem achteckigen Stockwerk, das von einer Kuppel mit Laterne bedeckt wird. Der Turm ist granitverkleidet und scheint stark von La Trinité geprägt zu sein, die von Théodore Ballu in Paris erbaut wurde.

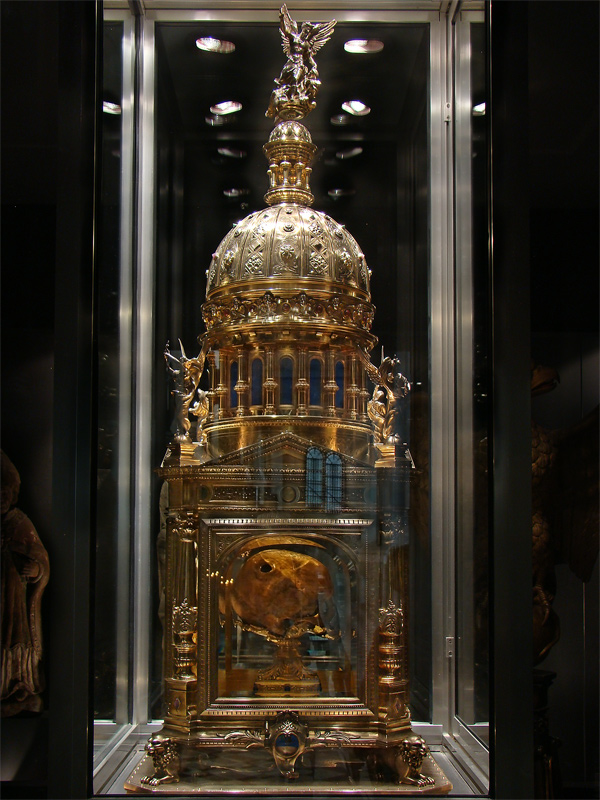
Aubert-Reliquiar

## Ausstattung
- Die wichtigste Reliquie ist das Haupt des heiligen Aubert, dessen Reliquiar in einer Seitenkapelle gezeigt wird.
- Die 1879 von Louis Debierre erbaute Orgel wurde 1964 durch seinen Enkel Joseph Beuchet-Debierre restauriert. Sie besitzt 17 Register auf zwei Manualen und Pedal.[3]
- Die Basilika verfügt insgesamt über 35 Glocken; deren älteste stammt aus dem Jahr 1792 aus der alten Kathedrale. 30 Glocken bilden ein auf 52 m Höhe installiertes Carillon.[4]
- In dem von Pater Cornille gegründeten Pfarrmuseum wurden im Laufe der Jahre zahlreiche religiöse Objekte zusammengetragen.